# Лайцен, Линард
Линард Ла́йцен (Ла́йценс, латыш. Linards Laicens; 3 (15) или 10 ноября 1883 года, Метуми, Яунрозенская волость — 14 декабря 1938 года) — латвийский и советский писатель, переводчик и политик. 

## Биография
В 1928 году избран депутатом Рижской думы от профсоюзного списка.
В 1928 и 1931 годах избирается депутатом Сейма Латвии от рабоче-крестьянского списка (легальное прикрытие запрещённой КПЛ); возглавляет его фракцию. В 1932 году эмигрирует: сначала в Италию, затем в СССР.
Подвергался репрессиям как в Российской империи, так и в Латвийской Республике и в СССР. Посмертно реабилитирован.

## Издания на русском языке
- Взывающие корпуса. Рига: Латгосиздат, 1955
- Камнем в окно. М.: Гослитиздат, 1961
- Карнавальная маска. Рига: Лиесма, 1980

## Память
Имя Линарда Лайцена с 1959 по 1992 год носила улица Нометню в Риге.